# Erwin Stricker
Erwin Stricker (ur. 15 stycznia 1950 w Mattighofen, zm. 28 września 2010 w Bolzano) – austriacki narciarz alpejski reprezentujący Włochy. Dwukrotnie startował na igrzyskach olimpijskich: na igrzyskach w Sapporo i igrzyskach w Innsbrucku, ale nie ukończył zawodów. Jego najlepszym wynikiem na mistrzostwach świata było 6. miejsce w gigancie na mistrzostwach w Sankt Moritz w 1974 r. Najlepsze wyniki w Pucharze Świata osiągnął w sezonie 1973/1974, kiedy to zajął 6. miejsce w klasyfikacji generalnej, a w klasyfikacji giganta był piąty.

## Sukcesy

### Puchar Świata

#### Miejsca w klasyfikacji generalnej
- 1971/1972 – 51.
- 1972/1973 – 24.
- 1973/1974 – 6.
- 1975/1976 – 33.

#### Miejsca na podium
1. Heavenly Valley – 24 marca 1973 (gigant) – 2. miejsce
2. Berchtesgaden – 7 stycznia 1974 (gigant) – 3. miejsce